# (34215) Stutigarg
2000 QD72 (asteroide 34215) é um asteroide da cintura principal. Possui uma excentricidade de 0.11503220 e uma inclinação de 2.59328º.
Este asteroide foi descoberto no dia 24 de agosto de 2000 por LINEAR em Socorro.